# Eglinton West (Toronto Subway)

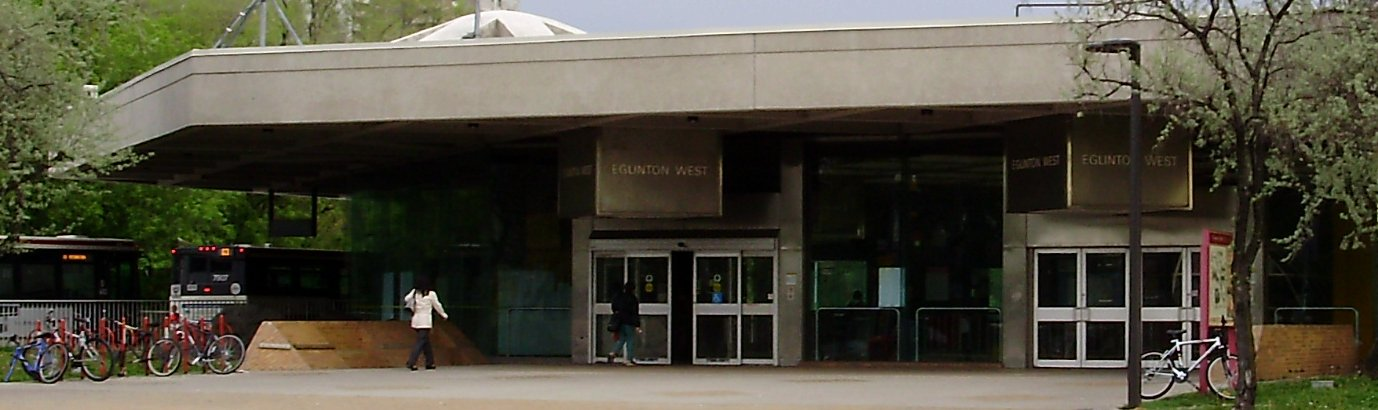
Eingang zur Station Eglinton West

Eglinton West ist eine oberirdische U-Bahn-Station in Toronto. Sie liegt an der Yonge-University-Linie der Toronto Subway, an der Kreuzung von Eglinton Avenue und Allen Road. Die Station besitzt Seitenbahnsteige und wird täglich von durchschnittlich 21.430 Fahrgästen genutzt (2018). Sie wird künftig ein Umsteigeknoten zu der im Bau befindlichen Eglinton-Linie sein und nach deren Eröffnung den Namen Cedarvale erhalten.

## Station

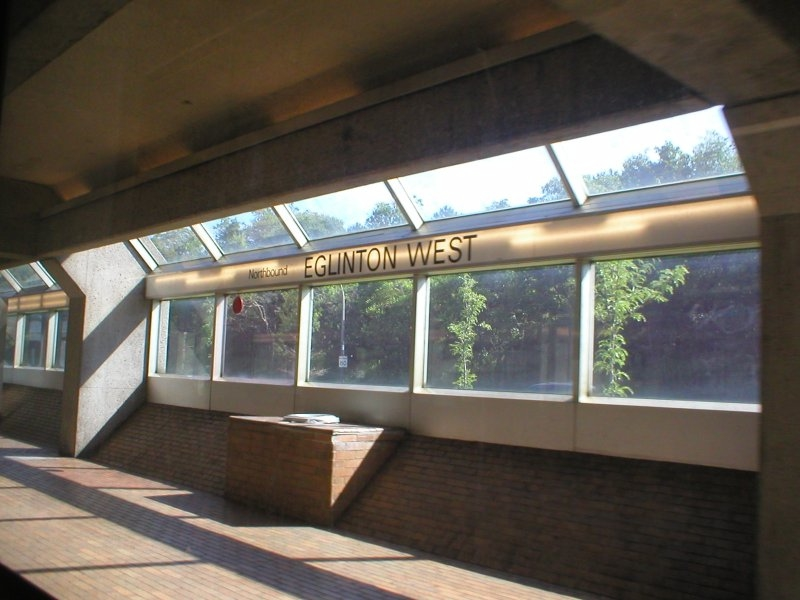
Bahnsteig in nördlicher Fahrtrichtung

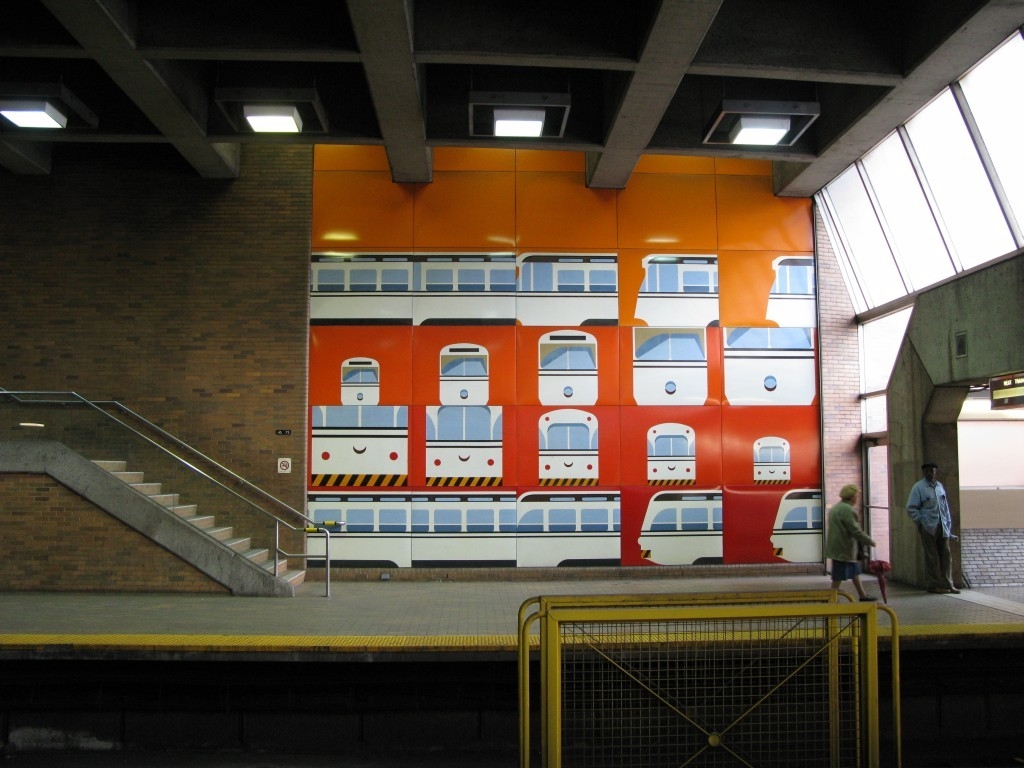
Wandbild Summertime Streetcar

Die Station liegt im Mittelsreifen der Allen Road (Zubringer zum Highway 401), die unmittelbar südlich davon in die Eglinton Avenue mündet. Das Stationsdesign stammt vom renommierten Architekten Arthur Erickson, in Zusammenarbeit mit Clifford & Lawrie. Die ebenerdige Haupthalle ist von einem Raumfachwerk aus Beton umgeben, das auf acht runden Pfeilern ruht. Die Decke ist eine große Platte, die im Eingangsbereich überhängt. Eine Vorhangfassade verleiht der Station einen gleitenden Eindruck, Oberlichter lassen das natürliche Tageslicht durchscheinen. Die Wände sind überwiegend sandgestrahlt, womit sich Eglinton West von den übrigen Stationen unterscheidet, wo Fliesen vorherrschen.
Die Bahnsteige sind mit zwei Email-Wandbildern von Gerald Zeldin namens Summertime Streetcar verziert. Sie reichen zwei Stockwerke hoch und stellen PCC-Straßenbahnwagen aus verschiedenen Entfernungen und Blickwinkeln dar. Das südliche Ende der Station ist zugleich ein Tunnelportal. Im Juli 2009 installierte die Toronto Transit Commission (TTC) eine Dachbegrünung über dem nördlichen Ende der Station, um die Unterhaltskosten des Daches zu senken und dessen Lebensdauer um rund 50 Jahre zu verlängern. Die Bepflanzung besteht überwiegend aus pflegeleichten Fetthennen.
Es bestehen Umsteigemöghlichkeiten zu zwei Buslinien der TTC.

## Geschichte
Die Eröffnung erfolgte am 28. Januar 1978, zusammen mit dem Abschnitt zwischen St. George und Wilson. Ursprünglich hätte die Strecke auch südlich von Eglinton West im Mittelstreifen des geplanten Spadina Expressway verlaufen sollen. Nach Protesten von Anwohnern beschloss die Regierung der Provinz Ontario im Jahr 1971, südlich der damaligen Stadtgrenze nur noch den Bau der Subway zu fördern und die Schnellstraße nicht wie geplant bis zum Stadtzentrum zu vollenden. Der einzige errichtete Abschnitt ist die heutige Allen Road. Die Subway-Strecke südlich davon wurde in einen Tunnel verlegt.
1994 war der Bau der Eglinton West Subway geplant. Diese U-Bahn-Linie sollte von hier aus in Richtung Westen führen. Unterhalb der bereits bestehenden Station der Yonge-University-Linie entstand eine zweite Stationsebene. Nach einem Regierungswechsel im darauf folgenden Jahr wurde aufgrund des großen Budgetdefizits der Provinz ein sofortiger Baustopp verfügt und die im Rohbau vollendete untere Ebene verfüllt.
Mittelfristig wird die zweite Ebene der Station Eglinton West doch noch genutzt werden können. Entlang der Eglinton Avenue entsteht seit Juni 2013 eine Stadtbahnstrecke, die Eglinton-Linie. Sie soll in der ersten Etappe 19 km lang sein und bis nach Kennedy im Stadtteil Scarborough führen. Im zentralen Abschnitt mit den Subwaystationen Eglinton und Eglinton West ist auf 10 km Länge eine unterirdische Streckenführung vorgesehen. Ihr Verlauf entspricht zum Teil der nicht realisierten Eglinton West Subway. Die Eröffnung ist zu Beginn des Jahres 2023 vorgesehen; auf diesen Zeitpunkt hin soll die Station den neuen Namen Cedarvale erhalten.